# Аптекарь, Рафаил Львович
Рафаил Львович Аптекарь (1936 — 29 декабря 2020 года) — советский и российский астрофизик.

## Биография
Родился в 1936 году.
В 1959 году — с отличием окончил физический факультет Ленинградского университета.
С 1959 года и до конца жизни проработал в Физико-технический институте имени А. Ф. Иоффе РАН, пройдя путь от старшего лаборанта до заведующего лабораторией экспериментальной астрофизики (2013—2020).
В 2009 году пострадал в крушении «Невского экспресса»
Умер 29 декабря 2020 года.

## Научная деятельность
Специалист в области космических исследований и внеатмосферной астрономии.
С начала 60-х годов принимал активное участие в пионерских работах по исследованию околоземного космического пространства, развернутых в ФТИ под руководством Б. П. Константинова, М. М. Бредова и Е. П. Мазеца.
Кандидатская диссертация посвящена наблюдениям искусственного радиационного пояса Земли.
Принимал участие в проведении исследований по проблеме так называемой «пылевой оболочки» Земли, которые получили продолжение в осуществленном в 1986 году эксперименте по прямому исследованию пылевого облака кометы Галлея в рамках космической миссии «ВЕГА».
В начале 1970-х годов участвовал в работах по получению первых независимых подтверждений регистрации космических гамма-всплесков.
На рубеже 1970-80 гг. участвовал в проведении экспериментов «Конус» на межпланетных станциях серии «Венера», что привело к открытию «мягких гамма-репитеров» (галактические объекты, характеризующиеся сверхсильными магнитными полями).
В 1994 году был запущен международный КА GGS WIND, на котором был установлен Гамма-спектрометр «Конус», заместителем научного руководителя эксперимента являлся Рафаил Львович.
Автор более чем 100 научных работ, опубликованных в ведущих мировых изданиях.

## Награды
- Медаль ордена «За заслуги перед Отечеством» II степени (1999)[4]
- Премия Правительства Российской Федерации в области науки и техники (2008) — за создание комплекса научной аппаратуры с новыми информационными каналами регистрации корпускулярного и электромагнитного излучений Солнца, а также за приоритетные результаты наблюдений солнечной активности и её воздействия на Землю со спутника КОРОНАС-Ф (2001—2005 годы)[5]
- Орден Почёта (2012)[6]
- Премия имени А. А. Белопольского (совместно с Е. П. Мазецем, С. В. Голенецким, за 2008 год) — за цикл работ «Открытие источников мягких повторных гамма-всплесков»
- Медаль «В память 300-летия Санкт-Петербурга» (2004)
- Грамота Губернатора Санкт-Петербурга (2008)
- Почётная грамота Роскосмоса в связи с 50-летием запуска первого искусственного спутника Земли (2007)